# 札幌光星学園神父刺殺事件
札幌光星学園神父刺殺事件（さっぽろこうせいがくえんしんぷしさつじけん）は、1997年に発生した事件。

## 概要
1997年3月7日、当時のカトリック教会マリア会の日本管区長であった神父は、年度末巡礼で札幌光星学園を訪れていた。その時に札幌光星学園の修道院の前で、この訪れていた日本管区長が腹から血を流して倒れているところが発見された。修道院には部外者は入れないため、これは内部の者による犯行ではないかと思われ関係者を集めたところ、札幌光星学園の修道士の姿が無かった。この修道士は神父を刺殺した後、修道院の自室で内側から鍵を掛けて、包丁で腹を刺して自殺していた。
犯行の2時間前に神父と修道士が図書館で話をしていた。この様子はかなり剣呑であった。自殺をした修道士の部屋に残されていたメモには人事異動に対する不満と、神父を許せないことと、自身はしてはならないことをしてしまったことが書かれていた。自殺した修道士は元々は刺殺された神父よりも上の立場にいる人間であった。が刺殺された神父は日本管区長に選出されたことから立場は逆転していた。刺殺された神父は自殺した修道士に東京の修道院への異動を強く迫っていた。
自殺した修道士の救急車での最後の言葉は「札幌が好きだった」であった。
後日修道士と神父の救いを祈るレクイエムのミサが札幌光星学園の聖堂で催され、暁星学園卒業の教え子も参加した。